# 叙布勒
叙布勒（法語：Subles，法語發音：[sybl]）是法国卡尔瓦多斯省的一个市镇，属于巴约区。

## 地理
叙布勒（49°14'28"N, 0°45'3"W）面积2.44 平方千米，位于法国诺曼底大区卡爾瓦多斯省，该省份为法国西北部沿海省份，北濒大西洋英吉利海峡，东北与滨海塞纳省以海上边界相接，东临厄尔省，南至奧恩省，西与芒什省接壤。
与叙布勒接壤的市镇（或旧市镇、城区）包括：阿日、阿尔冈希、盖龙、诺龙拉波特里、朗希、圣卢奥尔、圣保罗迪韦尔奈。

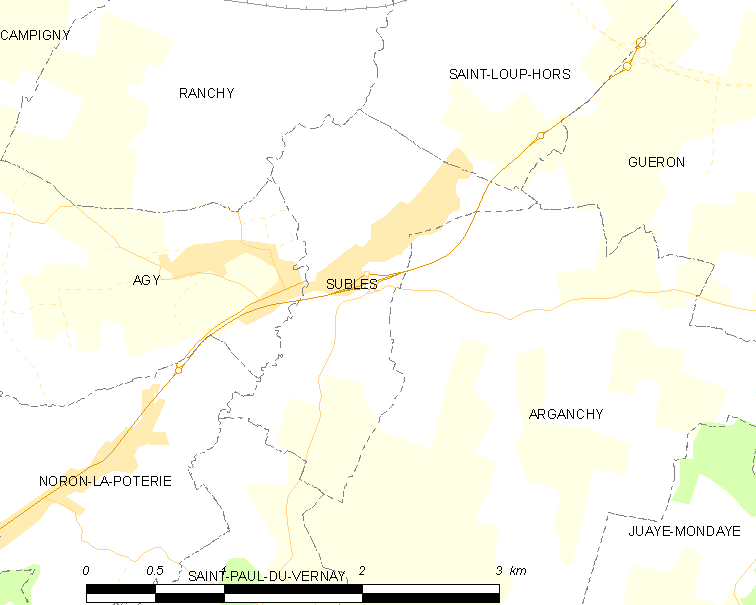
叙布勒的OSM定位图

叙布勒的时区为UTC+01:00、UTC+02:00（夏令时）。

## 行政
叙布勒的邮政编码为14400，INSEE市镇编码为14679。

## 政治
叙布勒所属的省级选区为巴约县。

## 人口

1962-2008年间叙布勒人口变化图示

叙布勒于2022年1月1日时的人口数量为675人。